# Райгруд (гмина)
Райгруд (пол. Rajgród) — городско-сельская гмина (волость) в Польше, входит как административная единица в Граевский повет, Подляское воеводство. Население — 5615 человек (на 2004 год).

## Демография
| Перепись                       | Всего   | Всего | Женщины | Женщины | Мужчины | Мужчины |
| ------------------------------ | ------- | ----- | ------- | ------- | ------- | ------- |
| Единицы                        | человек | %     | человек | %       | человек | %       |
| Население                      | 5615    | 100   | 2782    | 49,5    | 2833    | 50,5    |
| Плотность населения (чел./км²) | 27,1    | 27,1  | 13,4    | 13,4    | 13,7    | 13,7    |

## Поселения
1. Белда
2. Бебжа
3. Буды
4. Буково
5. Цишево
6. Чарна-Весь
7. Даново
8. Карчево
9. Карвово
10. Колаки
11. Косилы
12. Косувка
13. Козлувка
14. Кулиги
15. Лазаже
16. Мече
17. Ожехувка
18. Пеньчиково
19. Пеньчикувек
20. Пиклы
21. Пшейма
22. Пшестшеле
23. Райгруд
24. Рыбчизна
25. Рыдзево
26. Скродзке
27. Солки
28. Сточек
29. Тама
30. Турчин
31. Творки
32. Войды
33. Вожнавесь
34. Вулька-Мала
35. Вулька-Пётровска
36. Выково

## Соседние гмины
1. Гмина Барглув-Косцельны
2. Гмина Гонёндз
3. Гмина Граево
4. Гмина Калиново
5. Гмина Простки